# Al-Khalid
Al-Khalid – pakistański czołg podstawowy, produkowany od 1999 roku, licencyjna odmiana chińskiego projektu Typ 90-IIM. 

## Historia
W wyniku umowy pomiędzy Pakistanem a chińskim przedsiębiorstwem Norinco zawartej w 1988 Chińczycy przekazują Pakistanowi produkcję licencjonowanych modeli czołgów takich jak Typ 59, Typ 69-II, Typ 85 oraz właśnie Al-Khalid. Produkcja rozpoczęła się w 1999 roku ale dopiero w 2000 roku skompletowano pełną linię produkcyjną, stąd też chińska nazwa Al-Khalida - MBT 2000.

## Opis
Załoga czołgu składa się z trzech osób: dowódcy, kierowcy i działonowego.
Czołg posiada konwencjonalny układ, tzn. przedział kierowcy z przodu, przedział bojowy – pośrodku i silnik z tyłu wozu. W standardowym wyposażeniu znajdują się m.in. skomputeryzowany system kontroli ognia, celowniki noc/dzień dla działonowego oraz dowódcy oraz system obronny ABC (przed zagrożeniami atomowymi, biologicznymi i chemicznymi).